# Рабство в Древнем Египте

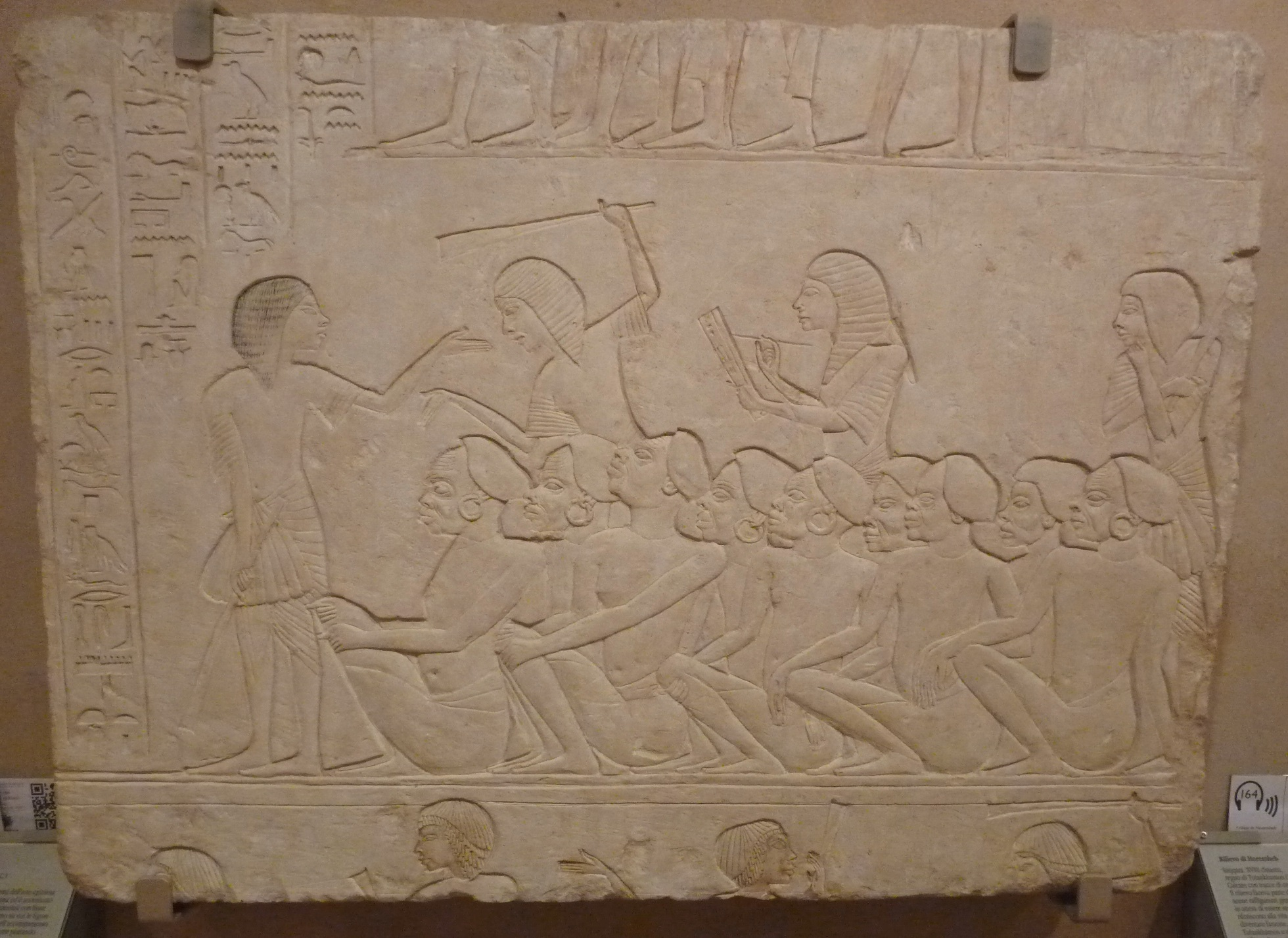
Описание писцами нубийских пленных. Рельеф из саккарской гробницы Хоремхеба, период правления Тутанхамона XVIII династии. Археологический музей Болоньи (Италия)

Рабство в Древнем Египте — общественно-экономическая формация в Древнем Египте, имеющая на сегодня спорные характеристики, от определяющей облик общества во всех его аспектах, до, согласно наиболее современным исследованиям, незначительно влияющей на хозяйственные процессы и представляющей собой прослойку патриархальных рабов.

## Общие характеристики
Отношения рабов и господ в Египте отличались патриархальностью. Рабы считались и назывались людьми, стояли под покровительством законов, имели свою законную семью и собственность. Храмовые и казённые рабы отличались выжженным клеймом с печатью присутственного места, ведению которого они подлежали. Они были организованы на военную ногу, считались частью войска, шли под начальством своих офицеров и под собственным знаменем.
В российской египтологии существуют два противоположных взгляда на проблему рабства в Древнем Египте. Широко известна рабовладельческая концепция древнего Востока В. В. Струве, наиболее решительным противником которой выступал Н. М. Никольский, указывавший на малочисленность рабов, упоминаемых в египетских и ассиро-вавилонских документах, и на то, что они не играли важной роли в производстве. Однако после того, как в 1938 году рабовладельческая формация была зафиксирована в Кратком курсе истории ВКП(б), альтернативные мнения в советской историографии стали постепенно исчезать. После XX съезда КПСС дискуссия в научных кругах возобновляется.

## Династический период

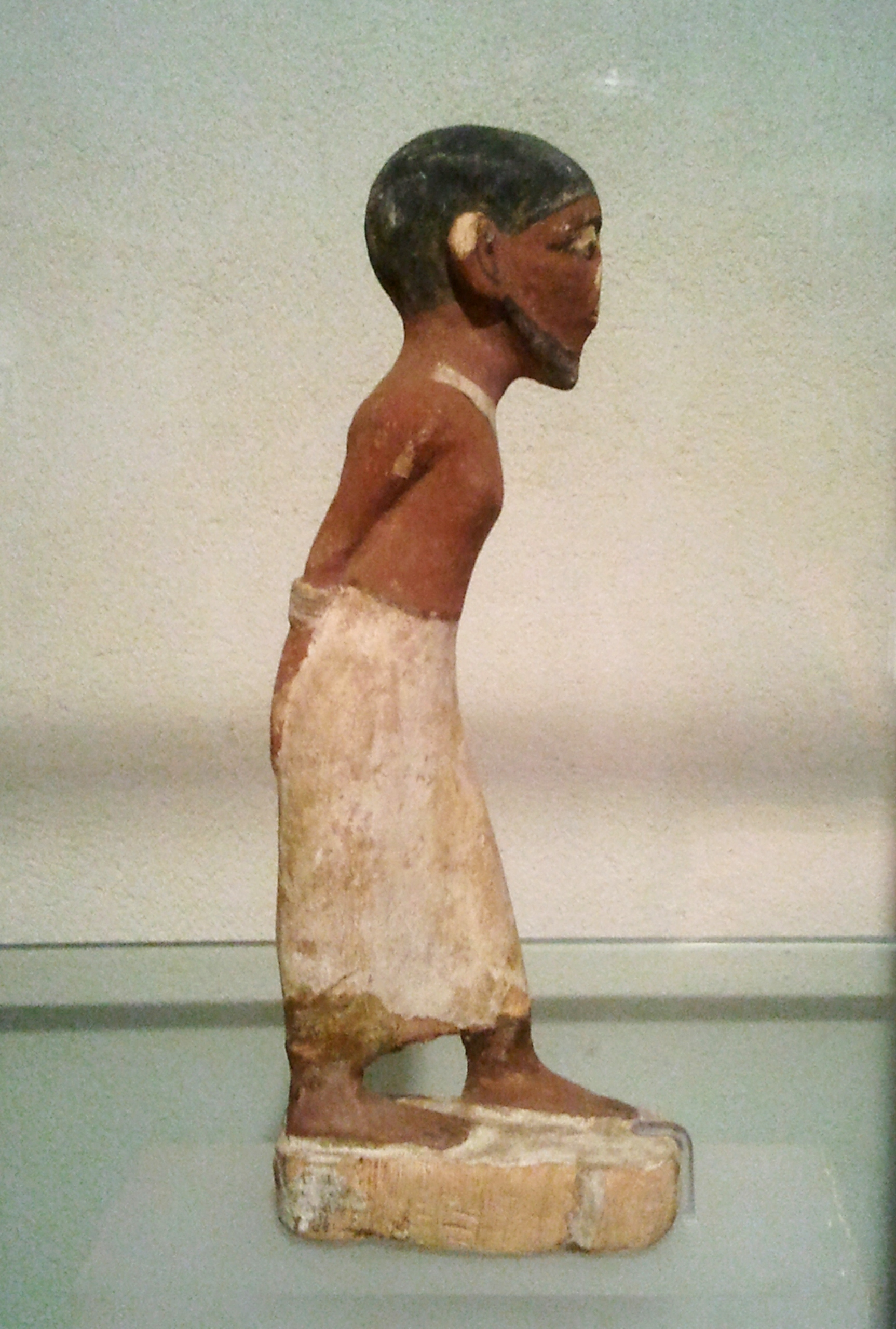
Фигурка семитского пленного. Музей Хехта (Израиль)

Одним из источников рабства была война. 
Пленных древние египтяне обозначали понятием «убитые-живые», которое обозначало пощажённых врагов.
Раннее царство вело войны и подавляло восстания внутри страны. Тема связанных пленников часто встречается в изобразительном искусстве того времени. Но прямого ответа на вопрос об использовании пленных египетские источники не дают. Фараон Нармер хвалился добычей из «быков 400 000, мелкого скота 1 422 000, пленников 120 000». Превращение такого количества людей в рабов на самой заре фараоновского царства маловероятно. Даже при учёте завышения цифр, скорее всего имелось в виду переселение.
В. В. Струве считал, что основную строительную работу и работу по поддержанию ирригационных систем в Древнем царстве производили рабы. Однако он предлагает отличать древневосточных рабов от античных, поскольку большая территориальная община владела рабами коллективно. По мнению доктора исторических наук И. М. Дьяконова, неизвестно ни одного достоверного случая применения рабского труда вне домашнего хозяйства в период Древнего царства. Ведущим сектором в египетской экономике того периода было «вельможеское хозяйство». Непосредственные производители материальных благ, работавшие на вельможу, как отмечает Дьяконов, в основной своей массе, не были рабами. На вельможу работало коренное население страны, и обращались с этими людьми не как с рабами. Однако вельможеское хозяйство имело много общего с рабовладельческим производством, поскольку непосредственные производители работали в принудительном порядке и с помощью хозяйского инвентаря.

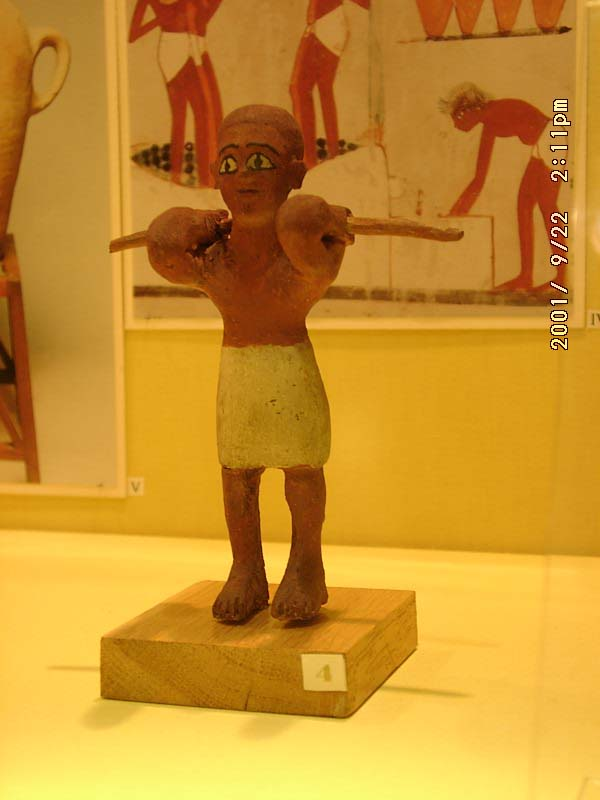
Фигурка (ушебти) раба из гробницы периода Древнего царства, Музей изобразительных искусств, Будапешт

В эпоху Среднего царства кроме рабов как таковых («баку»), игравших второстепенную роль в производстве, в государстве существовали «царские хемуу» (обычно переводится как «рабы», «слуги»), рабочие, но они не были рабами в традиционном понимании. Царские хемуу охватывают почти все эксплуатируемое коренное население Египта и противопоставляются работникам, ввозимым в страну извне. Они составляли основную массу трудящегося населения и являлись «рабами» или «слугами» не своего непосредственного господина, а царя. По достижении определенного возраста, хемуу распределялись по профессиям, становились земледельцами, ремесленниками, воинами. Хемуу работали в царских и храмовых хозяйствах, но и частные хозяйства представителей знати также набирали работников из их числа.
В период Нового царства из-за наличия сильной армии количество рабов в Египте увеличилось. Рабовладельческие отношения проникли почти во все слои египетского общества. Рабами могли владеть даже люди скромного общественного положения: пастухи, ремесленники, торговцы. Несомненно, мелкие рабовладельцы использовали своих невольников не только для личных услуг, но и как непосредственных производителей. Иногда отношение к рабам было гораздо гуманнее, чем в экономически более развитых древних обществах, что объясняется сохранением патриархального рабства, предусматривавшего интеграцию раба в общину.
Меньше информации об использовании иноземных рабов в государственном и царском хозяйствах. На изображении времени Тутмоса III показано, как пленные изготовляют кирпич и кладут стены под надзором надсмотрщиков, вооруженных палками. Вещественным доказательством зверского обращения с подневольной рабочей силой может служить тяжёлое кнутовище, найденное возле поминального храма фараона-женщины Хатшепсут. В то же время рядового землепашца-египтянина от посаженного на землю раба отличала только относительная свобода, то, что он не был «вещью» хозяина.

## Эллинистический и римский периоды

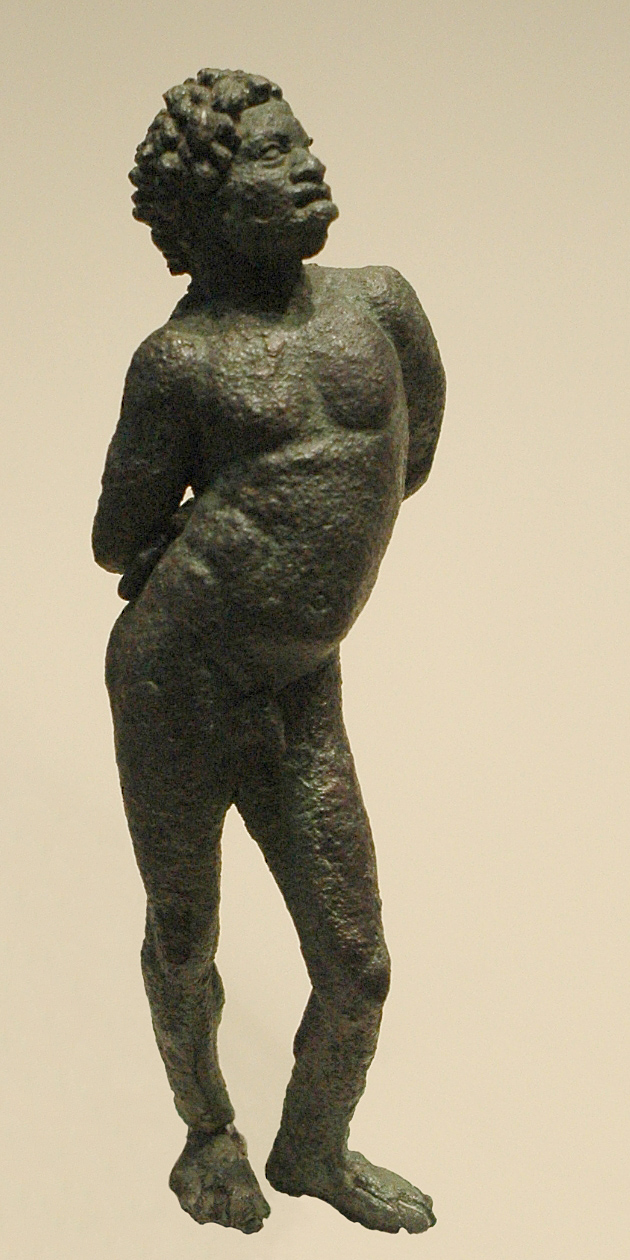
Чернокожий раб. Эллинистический Египет, I в. до н. э., бронза, Лувр, Париж

Для Египта эллинистической эпохи, как и для других эллинистических государств, было характерным сохранение наряду с развитым рабовладением старинных форм рабства: самопродажи свободных людей, долгового рабства и пр.
Число рабов и их роль в производстве возросли, рабский труд применялся в поместьях, возникших на царских землях и землях клерухов, и в ремесленных мастерских. А. Б. Ранович и В. В. Струве считают, что в эллинистическом Египте рабство являлось преобладающим элементом производительных сил. По мнению К. К. Зельина, для подобных выводов нет достаточных оснований, и античные формы рабства развивались главным образом в полисах и крупных землевладениях, он указывает, что «рабский труд в области сельского хозяйства применялся в Египте прежде всего крупными землевладельцами».
Сохранились специальные указы Птолемеев о регистрации рабов, запрещении вывоза их из Египта, о розыске беглых рабов, наказании рабов и др. В завещаниях и в брачных контрактах рабы упоминаются как вид имущества. Однако исследователь А. И. Павловская утверждает, что папирусы дают весьма противоречивую картину социально-экономической ситуации в эллинистическом Египте: среди юридических документов этой эпохи законодательство о рабах занимает видное место, но в то же время папирусы, касающиеся рабства, составляют небольшую часть деловых документов, что свидетельствует о малом значении рабства для экономики. По мнению Павловской, одной из причин ограниченного использования рабского труда были высокие цены на невольников. К. К. Зельин пишет, что период притока рабов в эллинистический Египет и особой заинтересованности в операциях с ними длился недолго, и в II—I веках до н. э. практически не встречается указаний на использование рабской рабочей силы в сельском хозяйстве.
Также для эллинистического Египта характерно существование различных зависимых категорий населения, находящихся между рабами и юридически свободными людьми: гиеродулов — храмовые работники; батраков, работавших в принудительном порядке и не имевших права уйти с места работы раньше определенного срока; десмотов — осужденные за преступления, военнопленные.
А. Б. Ранович считает, что в Римский период больше всего рабство получило распространение в Александрии Египетской, которая была типичным для рабовладельческого общества крупным центром. Рабство занимало здесь не меньше места, чем в Эфесе и Риме. Но Ранович замечает, что делать какие-либо обобщения или пытаться установить процент рабов по отношению ко всему населению затруднительно.

## Египетское рабство в Библии
В Библии ярко обрисовано тяжёлое положение рабов-земледельцев и строителей:

И восстал в Египте новый царь, который не знал Иосифа, и сказал народу своему: вот, народ сынов Израилевых многочислен и сильнее нас; перехитрим же его, чтобы он не размножался; иначе, когда случится война, соединится и он с нашими неприятелями, и вооружится против нас, и выйдет из земли [нашей]. И поставили над ним начальников работ, чтобы изнуряли его тяжкими работами. И он построил фараону Пифом и Раамсес, города для запасов. Но чем более изнуряли его, тем более он умножался и тем более возрастал, так что опасались сынов Израилевых. И потому Египтяне с жестокостью принуждали сынов Израилевых к работам и делали жизнь их горькою от тяжкой работы над глиною и кирпичами и от всякой работы полевой, от всякой работы, к которой принуждали их с жестокостью.
— Исх. 1:8-14
На 1988 год археологические находки, подтверждавшие бы рабство израильтян в Египте и их уход оттуда, не обнаружены.

## Комментарии
1. ↑  Слово *ḥamw в общеафразийском праязыке означало «свойственник», «непрямой родственник». (Дьяконов, 2007)